# Mezinárodní federace učitelů živých jazyků
Mezinárodní federace učitelů živých jazyků (francouzsky Fédération Internationale des Professeurs de Langues Vivantes, anglicky International Federation of Language Teacher Associations) je nevládní nezisková organizace (NGO) sdružující národní sdružení učitelů cizích jazyků nebo mezinárodní sdružení učitelů jednoho jazyka.
Je známa pod zkratkou FIPLV a sdružuje 22 národních a 6 mezinárodních organizací učitelů cizích jazyků (2010).

## Cíle
Cílem federace je přispívat k odbornému růstu učitelů jazyků, shromažďovat a rozšiřovat poznatky nejnovějšího výzkumu, prosazovat hlavní zájmy ve školství, tj. politiku jazykové výuky, vícejazyčnost, velikost tříd, zajišťovat výměnu zkušeností mezi členy, mezinárodně zastupovat učitele cizích jazyků, na vyžádání zastupovat UNESCO v otázkách jazykové politiky, jazykových práv, vícejazyčnosti a podobných otázkách.

## Dějiny
FIPLV bylo založeno 4. dubna 1931 na ustavujícím kongresu v Paříži, kde se sešli zástupci učitelů z Belgie, Francie, Jugoslávie, Maďarska, Německa, Nizozemí, Polska, Rakouska, Řecka, Švýcarska, USA a Velké Británie. Kongres završil ideu sdružení učitelů cizích jazyků, která vznikla již před první světovou válkou. Počátkem 50. let byla zahájena úzká spolupráce s UNESCO. Také v důsledku toho federace stabilizovala svoji mezinárodní pozici. V jejích cílech se kromě trvalého důrazu na profesionalitu odrážela mezinárodní situace a náhledy na rozvoj světové kultury.

## Seznam prezidentů
| Období       | Jméno                | Země                       |
| ------------ | -------------------- | -------------------------- |
| 1931 – 1934  | Georges Roger        | Francie                    |
| 1935 – 1936  | Ernst Springer       | Rakousko                   |
| 1937 – 1946  | Margaret F. Adams    | Velká Británie             |
| 1947 – 1948  | Charles Boulanger    | Belgie                     |
| 1949 – 1951  | François Closset     | Belgie                     |
| 1952 – 1955  | Louis Landré         | Francie                    |
| 1956 – 1962  | Daam M. van Willigen | Nizozemí                   |
| 1963 – 1965  | Robert Vian          | Rakousko                   |
| 1966 – 1968  | Sven G. Johansson    | Švédsko                    |
| 1969 – 1971  | Rudolf Filipović     | Jugoslávie                 |
| 1972 – 1974  | Paul Hartig          | Spolková republika Německo |
| 1975 – 1977  | Gérard Hardin        | Francie                    |
| 1978 – 1980  | Josef Hendrich       | Československo             |
| 1981 – 1992  | Edward Batley        | Velká Británie             |
| 1993 – 1997  | Michel Chandelier    | Francie                    |
| 1998 – 2006  | Denis Cunningham     | Austrálie                  |
| 2007 – 2019  | Terry Lamb           | Velká Británie             |
| 2019 – dosud | Mirosław Pawlak      | Polsko                     |